# 欧努瓦-艾姆里
欧努瓦-艾姆里（法語：Aulnoye-Aymeries，法語發音：[onwa ɛmʁi]），法国北部城市，上法兰西大区诺尔省的一个市镇，隶属于埃尔普河畔阿韦讷区，其市镇面积为8.66平方公里，2022年1月1日时人口数量为8,674人，在法国城市中排名第1,188位。
欧努瓦-艾姆里位于诺尔省东部，桑布尔河右岸，是一个区域性的中心城市，因其境内的同名火车站而闻名，克雷伊－热蒙铁路和里尔－伊尔松铁路在此交汇。

## 地名来源
“Aulnoy”一名可能出自拉丁语单词“alnetum”，“Aymeries”一名则可能与人名Heimard有关。

## 历史

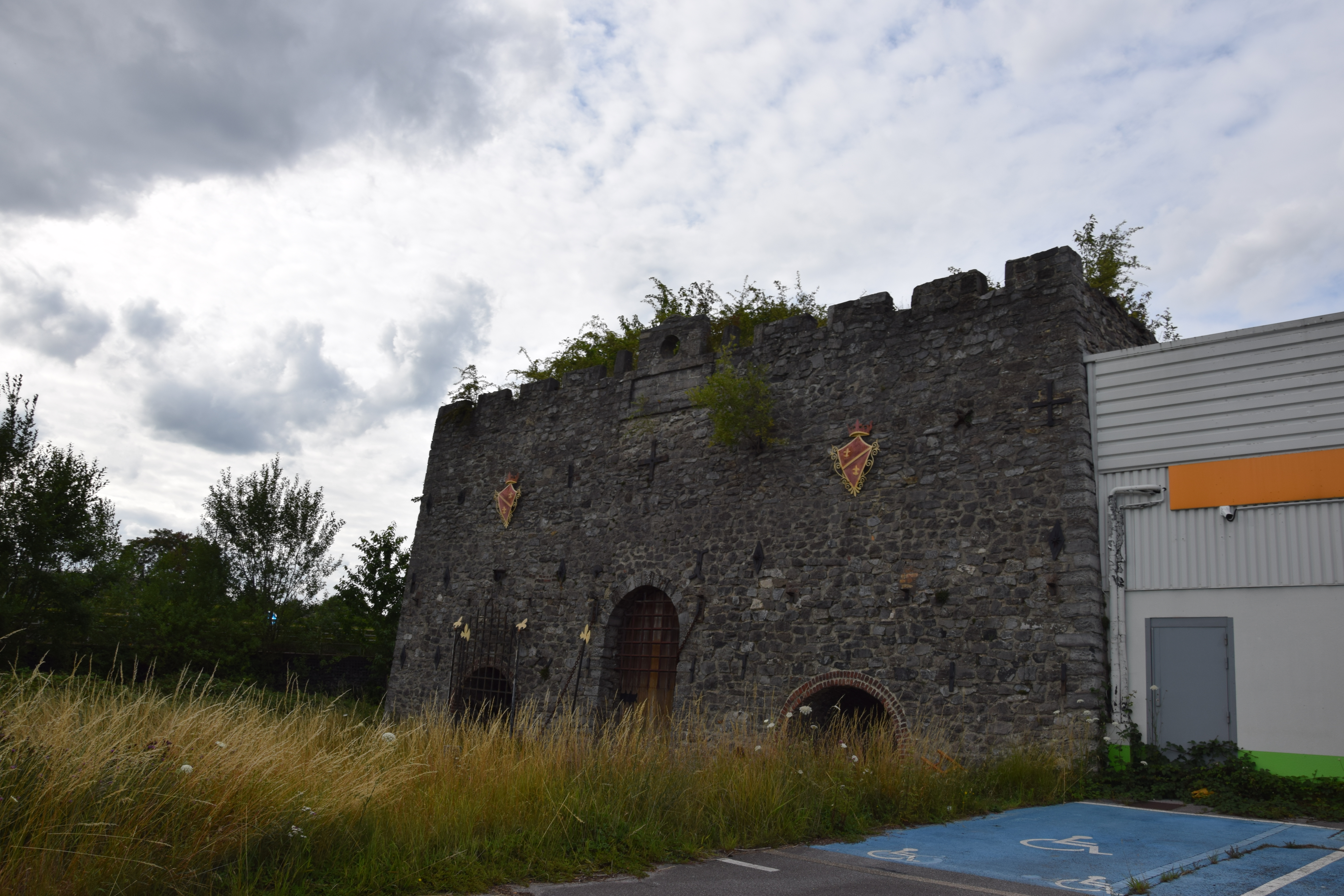
艾姆里城堡旧址

欧努瓦-艾姆里成立于1953年3月28日，由欧努瓦和艾姆里两地合并而成，其中欧努瓦为政府驻地。
欧努瓦-艾姆里的早期历史尚不清楚，公元11世纪时，蒙斯伯爵埃诺的埃尔曼曾在艾姆里建有一处私人宅邸，他身亡后其妻将宅邸赠予昂尚圣救世主修道院。中世纪末，勃艮第公国大臣尼古拉·罗兰亦曾在艾姆里建有一处私人城堡，后于1543年被弗朗索瓦一世率兵烧毁，18世纪又被私人购下并部分复原。法国大革命后，欧努瓦和艾姆里分别成为了诺尔省的两个独立市镇。欧努瓦的城市发展与铁路密切相关，当地首条铁路与1854年建成，此后又有多条连接欧努瓦的铁路线开通运营，鼎盛时期共有四条铁路线在此交汇。当地出现了大型调车场及车辆维修中心，欧努瓦也因此人口数量快速增加，并形成铁道工人社区。与此同时，得益于北部-加来海峡矿区的开采，欧努瓦境内出现了一处大型选煤厂。20世纪初，欧努瓦人口数量快速增加。1957年，欧努瓦选煤厂通过资产重组成为Vallourec的一部分。20世纪70年代，受到能源危机的影响，欧努瓦-艾姆里及其所处的北部-加来海峡矿区的大批工矿企业倒闭，欧努瓦-艾姆里在25年内失去了近5000个岗位。自2002年起，欧努瓦-艾姆里每年夏季举办夜晚秘密狂欢节。

## 地理

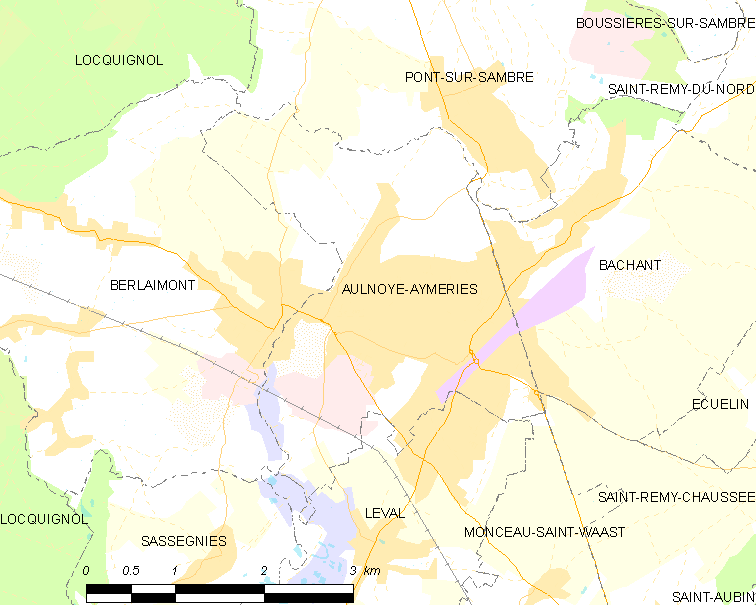
欧努瓦-艾姆里市镇范围地图

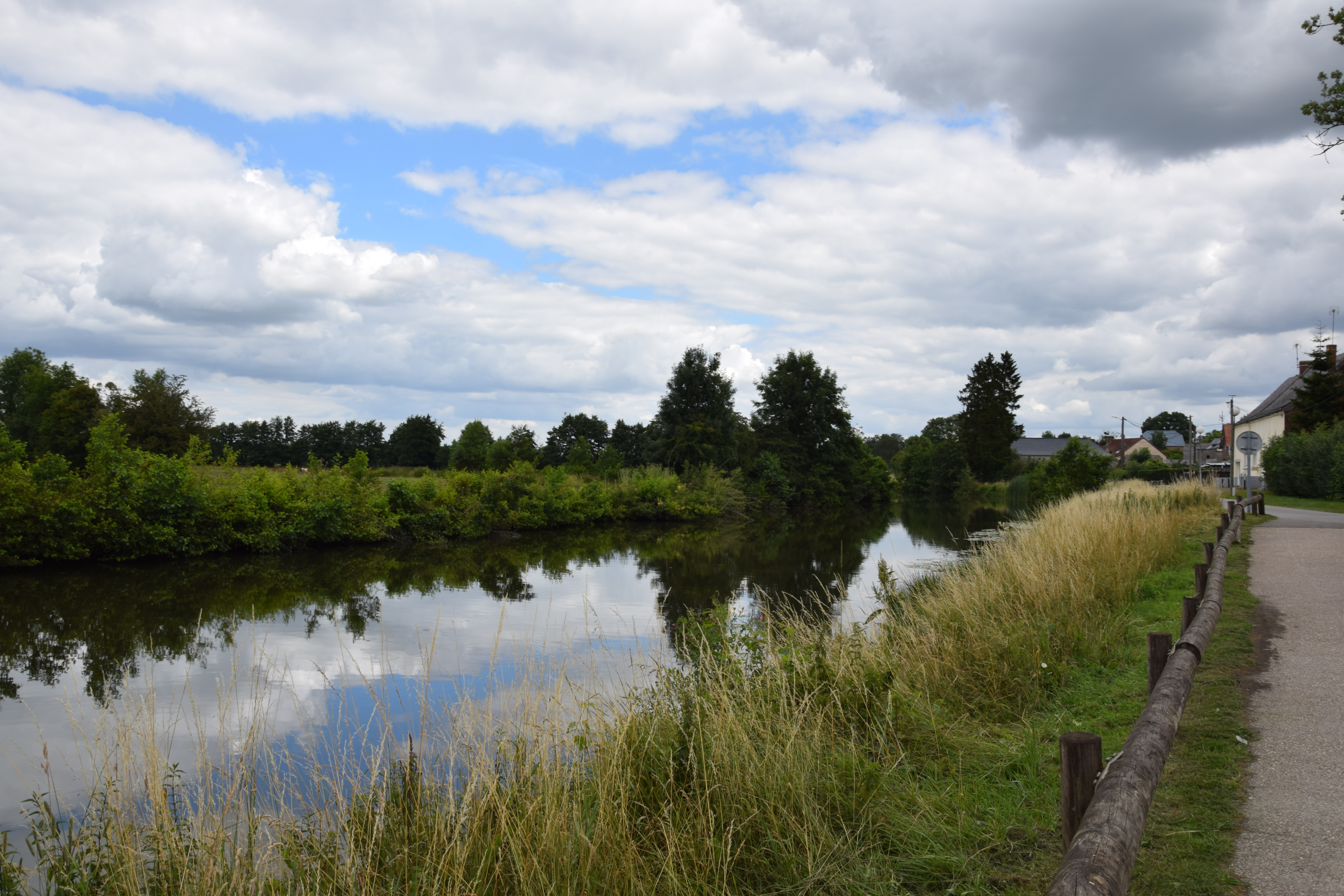
桑布尔河欧努瓦-艾姆里段

欧努瓦-艾姆里位于法国北部，上法兰西大区东北部和诺尔省东部，距离省会里尔大约83公里。与欧努瓦-艾姆里接壤的市镇包括：巴尚、贝尔莱蒙、桑布尔河桥村、勒瓦勒、圣雷米绍塞和蒙索圣瓦。

### 地形
欧努瓦-艾姆里位于桑布尔河谷腹地，境内以平原为主，市镇中心地势较为平坦，全境海拔在125到151米之间。

### 水文
欧努瓦-艾姆里位于默兹河流域范围内，桑布尔河自南向北流经市镇西界，其右岸支流莱莫尔捷溪（ruisseau des Mortiers）自东向西流经市区南部。

### 植被
欧努瓦-艾姆里属于温带阔叶混交林区，林地多分布于河流附近，盖尔桑博士广场（Place du Docteur Guersant）、勒克莱尔将军广场（Square du Général Leclerc）等为当地主要的城市绿地。
在鲜花城市的评比中，欧努瓦-艾姆里暂未被评级。

### 气候
欧努瓦-艾姆里在柯本气候分类法中属于温带海洋性气候（Cfb）。
距离欧努瓦-艾姆里最近的常年气象站位于莫伯日境内，以下为该气象站的数据（其中日照数据取自里尔）：
| 莫伯日 1981年－2019年 | 莫伯日 1981年－2019年 | 莫伯日 1981年－2019年 | 莫伯日 1981年－2019年 | 莫伯日 1981年－2019年 | 莫伯日 1981年－2019年 | 莫伯日 1981年－2019年 | 莫伯日 1981年－2019年 | 莫伯日 1981年－2019年 | 莫伯日 1981年－2019年 | 莫伯日 1981年－2019年 | 莫伯日 1981年－2019年 | 莫伯日 1981年－2019年 | 莫伯日 1981年－2019年 |
| 月份                  | 1月                   | 2月                   | 3月                   | 4月                   | 5月                   | 6月                   | 7月                   | 8月                   | 9月                   | 10月                  | 11月                  | 12月                  | 全年                  |
| --------------------- | --------------------- | --------------------- | --------------------- | --------------------- | --------------------- | --------------------- | --------------------- | --------------------- | --------------------- | --------------------- | --------------------- | --------------------- | --------------------- |
| 历史最高温 °C（°F）   | 15 (59)               | 18 (64)               | 21.6 (70.9)           | 29.5 (85.1)           | 32 (90)               | 33.5 (92.3)           | 35.5 (95.9)           | 37.5 (99.5)           | 31.5 (88.7)           | 25.6 (78.1)           | 19.5 (67.1)           | 17 (63)               | 37.5 (99.5)           |
| 平均高温 °C（°F）     | 5.8 (42.4)            | 6.9 (44.4)            | 10.6 (51.1)           | 14.2 (57.6)           | 18.7 (65.7)           | 21.3 (70.3)           | 23.6 (74.5)           | 23.7 (74.7)           | 19.8 (67.6)           | 15.5 (59.9)           | 9.5 (49.1)            | 6.6 (43.9)            | 14.7 (58.5)           |
| 日均气温 °C（°F）     | 3.2 (37.8)            | 3.7 (38.7)            | 6.7 (44.1)            | 9.4 (48.9)            | 13.6 (56.5)           | 16.2 (61.2)           | 18.5 (65.3)           | 18.4 (65.1)           | 15.1 (59.2)           | 11.5 (52.7)           | 6.5 (43.7)            | 4.2 (39.6)            | 10.6 (51.1)           |
| 平均低温 °C（°F）     | 0.6 (33.1)            | 0.6 (33.1)            | 2.8 (37.0)            | 4.6 (40.3)            | 8.6 (47.5)            | 11.1 (52.0)           | 13.4 (56.1)           | 13.1 (55.6)           | 10.3 (50.5)           | 7.6 (45.7)            | 3.6 (38.5)            | 1.7 (35.1)            | 6.5 (43.7)            |
| 历史最低温 °C（°F）   | −17.5 (0.5)           | −13.7 (7.3)           | −7.5 (18.5)           | −5.7 (21.7)           | −1 (30)               | 1.9 (35.4)            | 6.5 (43.7)            | 5 (41)                | 2.4 (36.3)            | −5 (23)               | −11.5 (11.3)          | −11 (12)              | −17.5 (0.5)           |
| 平均降水量 mm（）     | 81.1 (3.19)           | 64.7 (2.55)           | 80.8 (3.18)           | 54.7 (2.15)           | 70.9 (2.79)           | 79.1 (3.11)           | 71.2 (2.80)           | 73.1 (2.88)           | 61.8 (2.43)           | 79.5 (3.13)           | 78.8 (3.10)           | 85.1 (3.35)           | 880.8 (34.68)         |
| 月均日照時數          | 65.5                  | 70.7                  | 121.1                 | 172.2                 | 193.9                 | 206                   | 211.3                 | 199.5                 | 151.9                 | 114.4                 | 61.4                  | 49.6                  | 1,617.5               |
| 来源：infoclimat.com  |                       |                       |                       |                       |                       |                       |                       |                       |                       |                       |                       |                       |                       |

## 行政区划
欧努瓦-艾姆里的市镇编号为59033，邮政编号为59620。
在行政管理方面，欧努瓦-艾姆里隶属于法国上法兰西大区诺尔省埃尔普河畔阿韦讷区；在地方选举方面，欧努瓦-艾姆里是欧努瓦-艾姆里县的中央投票站所在地，其市镇范围全境被划入诺尔省第十二选区；在社会管理方面，欧努瓦-艾姆里是莫伯日-桑布尔河谷城市圈公共社区的组成部分。
截至2024年1月，欧努瓦-艾姆里市镇范围内暂无任何城市敏感街区及城市政策优先街区。
法国国家统计与经济研究所（简称）在进行数据统计时，将欧努瓦-艾姆里及相邻的另外21个市镇设为莫伯日城市核心区，并将包括核心区在内的周边共55个市镇划为莫伯日城市区（在2011年以前，包括欧努瓦-艾姆里在内的共6个市镇曾被单独划为欧努瓦-艾姆里城市区）。自2020年起，莫伯日城市区被包含65个市镇的莫伯日城市辐射区代替。此外，还将欧努瓦-艾姆里市镇分为了5个“块区”（IRIS），以便于统计人口分布情况。

## 交通

### 公路
北部省省道D32线、D117线、D951线、D959线和D961线在欧努瓦-艾姆里境内交汇。上法兰西大区下属的诺尔省城际客运957线和978线经停欧努瓦-艾姆里，可通往埃尔普河畔阿韦讷、欧迪尼、巴韦等地。
2020年，68.8%的欧努瓦-艾姆里家庭拥有至少一辆私人汽车。2021年，欧努瓦-艾姆里境内共发生各类交通事故2起，造成3人受伤。
| 23 | 28 |

| 里尔 | 83 |

| 莫伯日 | 16 |

| 埃尔普河畔阿韦讷 | 13 |

### 铁路

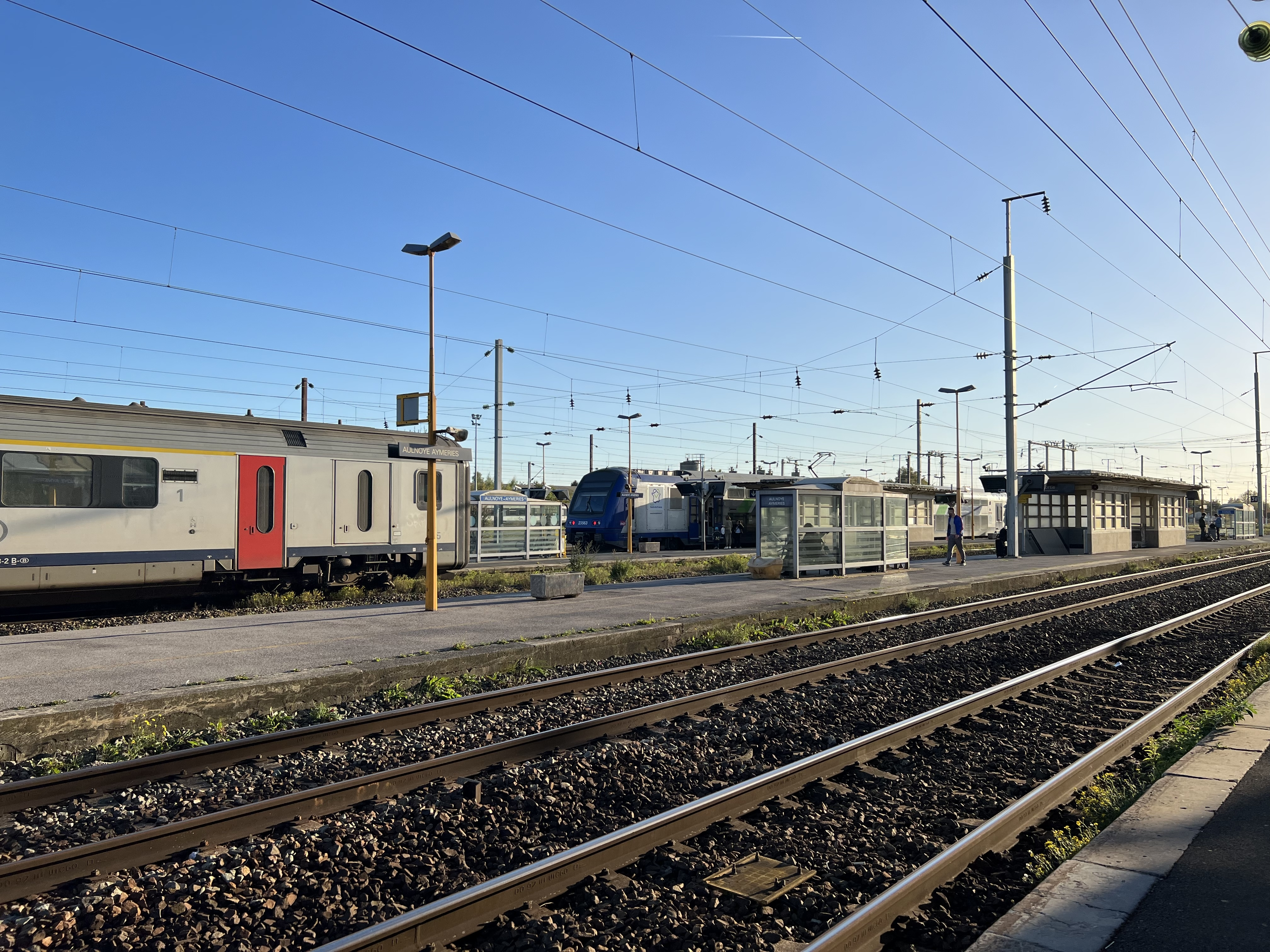
欧努瓦-艾姆里火车站内的股道

欧努瓦-艾姆里位于克雷伊－热蒙铁路和里尔－伊尔松铁路的交汇处。欧努瓦-艾姆里站位于市区东南部，是法国北部的一个重要铁路枢纽，停靠前往巴黎、莫伯日、伊尔松、瓦朗谢讷、里尔、热蒙及沙勒维尔-梅济耶尔方向的区域列车。

### 航空
欧努瓦-艾姆里距离里尔机场和布鲁塞尔南部-沙勒罗瓦机场的公路里程分别大约78公里和73公里。

### 城市公共交通
欧努瓦-艾姆里是莫伯日城市公共交通（商业名称为）的服务覆盖范围。截至2024年1月，该系统共包括十余条公交线路，其中公交21路和周日线61路经过并停靠欧努瓦-艾姆里市区。

## 政治

### 市政内阁

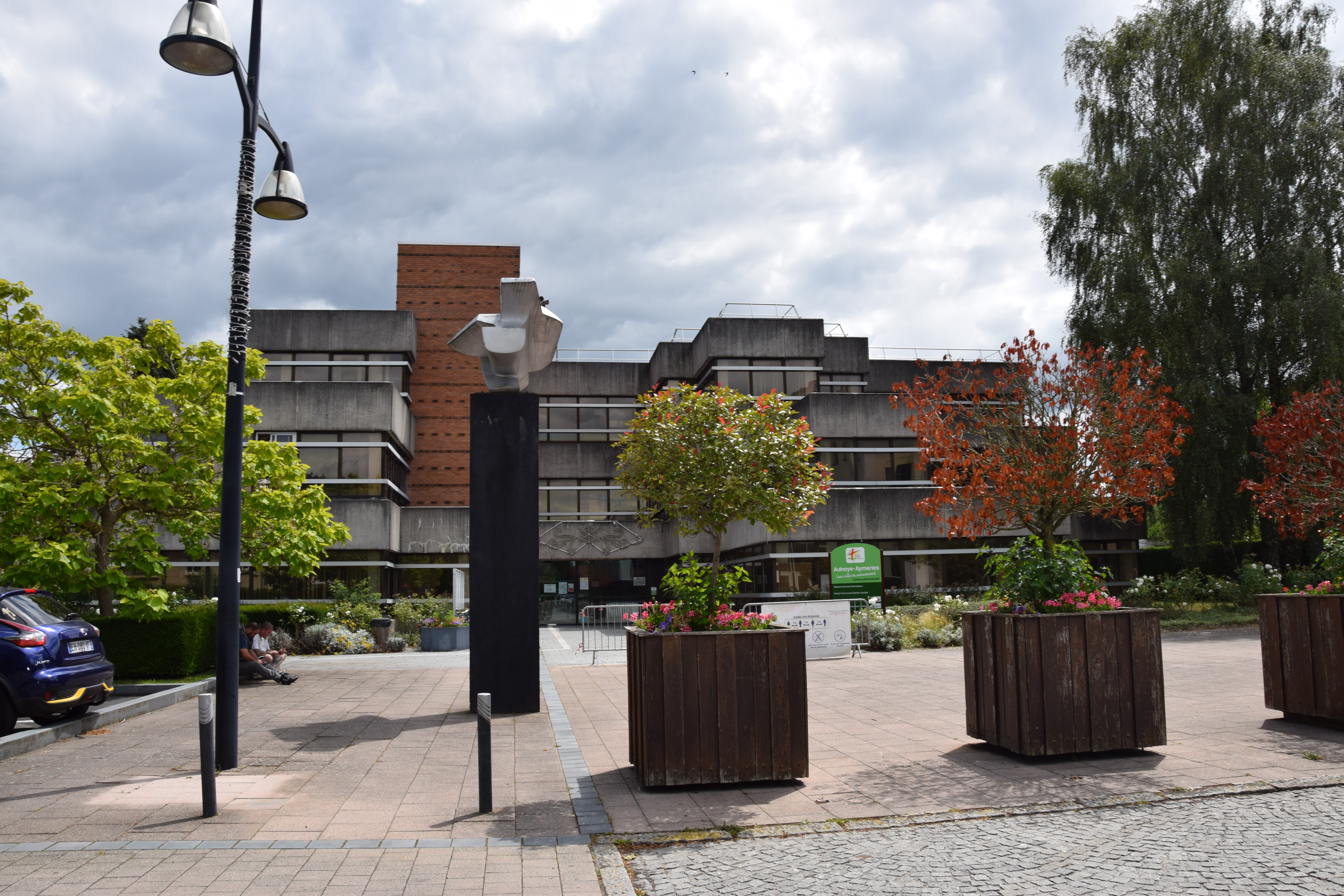
欧努瓦-艾姆里市政厅广场

欧努瓦-艾姆里的现任市长为贝尔纳·博杜（Bernard BAUDOUX）先生，他是共产党的一名成员，在2020年的市政选举中获得了69.52%的支持率。
| 欧努瓦-艾姆里历届市长 | 欧努瓦-艾姆里历届市长           | 欧努瓦-艾姆里历届市长 |
| 任期                  | 市长                            | 党派                  |
| --------------------- | ------------------------------- | --------------------- |
| 1953年－1963年        | Paul STIÉVENART 保罗·斯蒂埃夫纳 | PCF法国共产党         |
| 1963年（临时）        | Marc JOLY 马克·若利             | PCF法国共产党         |
| 1963年－1995年        | Pierre BRIATTE 皮埃尔·布里亚特  | PCF法国共产党         |
| 1995年－              | Bernard BAUDOUX 贝尔纳·博杜     | PCF法国共产党         |

### 各级选举
| 欧努瓦-艾姆里历届投票选举结果 | 欧努瓦-艾姆里历届投票选举结果 | 欧努瓦-艾姆里历届投票选举结果 | 欧努瓦-艾姆里历届投票选举结果 | 欧努瓦-艾姆里历届投票选举结果 | 欧努瓦-艾姆里历届投票选举结果 | 欧努瓦-艾姆里历届投票选举结果 | 欧努瓦-艾姆里历届投票选举结果 | 欧努瓦-艾姆里历届投票选举结果 | 欧努瓦-艾姆里历届投票选举结果 |
| 选举项目                      | 选举范围                      | 选区单位                      | 选区单位内的选举结果          | 选区单位内的选举结果          | 选区单位内的选举结果          | 选区单位内的选举结果          | 选区单位内的选举结果          | 选区单位内的选举结果          | 参考资料                      |
| 选举项目                      | 选举范围                      | 选区单位                      | 第一轮胜出者                  | 第一轮胜出者                  | 支持率                        | 第二轮胜出者                  | 第二轮胜出者                  | 支持率                        | 参考资料                      |
| ----------------------------- | ----------------------------- | ----------------------------- | ----------------------------- | ----------------------------- | ----------------------------- | ----------------------------- | ----------------------------- | ----------------------------- | ----------------------------- |
| 2017年法國總統選舉            | 法國                          | 市镇                          |                               | 玛丽娜·勒庞                   | 33.74%                        |                               | 玛丽娜·勒庞                   | 51.39%                        | [ 25 ]                        |
| 2017年法国立法选举            | 诺尔省第十二选区              | 市镇                          |                               | 让·迪里厄                     | 22.81%                        |                               | 安娜-洛尔·卡特洛              | 59.32%                        | [ 25 ]                        |
| 2019年欧洲议会选举            | 法國                          | 市镇                          |                               | 若尔丹·巴尔代拉               | 35.44%                        | （不适用）                    | （不适用）                    | （不适用）                    | [ 27 ]                        |
| 2021年法国省级选举            |                               | 县                            |                               | 贝尔纳·博杜 阿涅丝·德尼       | 42.62%                        |                               | 贝尔纳·博杜 阿涅丝·德尼       | 64.36%                        | [ 28 ]                        |
| 2021年法国省级选举            | 市镇                          |                               | 贝尔纳·博杜 阿涅丝·德尼       | 65.6%                         |                               | 贝尔纳·博杜 阿涅丝·德尼       | 72.82%                        |                               | [ 28 ]                        |
| 2021年法国大区选举            | 上法蘭西大區                  | 市镇                          |                               | 卡里马·代利                   | 33.52%                        |                               | 格扎维埃·贝特朗               | 39.57%                        | [ 29 ]                        |
| 2022年法国总统选举            | 法國                          | 市镇                          |                               | 玛丽娜·勒庞                   | 37.33%                        |                               | 玛丽娜·勒庞                   | 61.1%                         | [ 25 ]                        |
| 2022年法国立法选举            | 诺尔省第十二选区              | 市镇                          |                               | 米卡埃尔·塔韦纳               | 34.12%                        |                               | 米卡埃尔·塔韦纳               | 50.93%                        | [ 25 ]                        |

## 人口
2020年，欧努瓦-艾姆里市镇人口数量为8,804，在法国排名第1,188位。其中男性4,143人，女性4,661人，75岁及以上人口占8.9%，外籍人口数量为228人，人口密度为1,017人/平方公里，当地居民被称为（男性）或（女性）。2022年，欧努瓦-艾姆里境内出生73人，死亡人口121人。
| 欧努瓦-艾姆里1901年－2021年人口变化情况 |
|                                         |
| 数据来源：Cassini、INSEE                |

## 经济

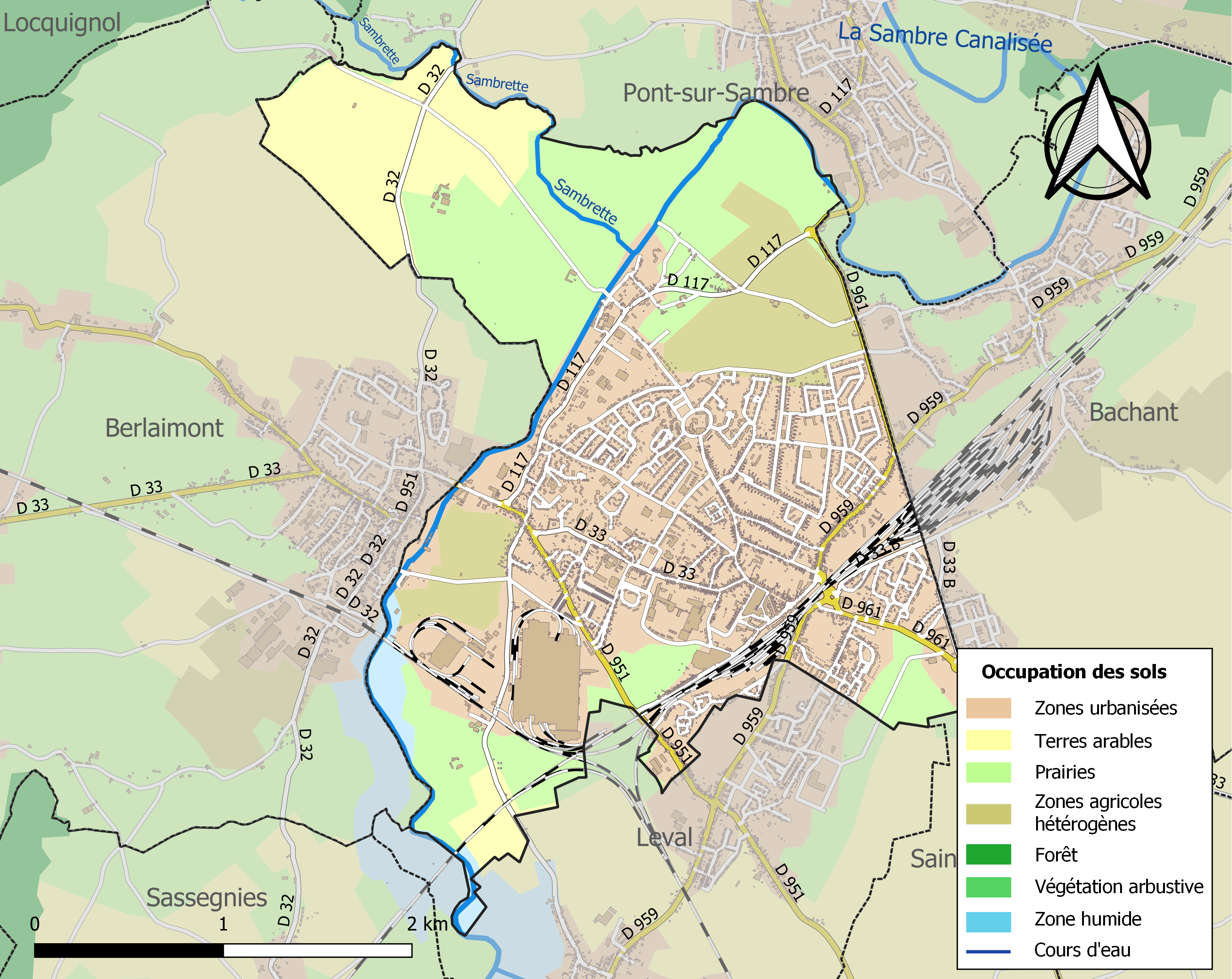
欧努瓦-艾姆里土地利用情况地图

欧努瓦-艾姆里是一个区域性的中心城市。截至2024年1月，欧努瓦-艾姆里市镇范围内共有各类用人单位（包含自雇）649家，平均历史为16年，其中99.43%为中小型企业（PME），2023年11月至2024年1月间，当地的经济活力指数为0.46%。（大型零售）、（零售）及（五金销售）是当地2021年营业额最高的三个企业，分别为27,976,902欧元、3,750,946欧元和2,701,264欧元。

## 财政与居民收入
2021年，欧努瓦-艾姆里的财政收入总额为12,923,200欧元，财政支出总额为11,760,100欧元，当年的债务总额为30,962,400欧元。2021年，欧努瓦-艾姆里市镇通过增值税获得471,680欧元的收入，此外当地还共获得了1,444,590欧元的国家直接财政补助。
| 欧努瓦-艾姆里居民收入情况                        | 欧努瓦-艾姆里居民收入情况 | 欧努瓦-艾姆里居民收入情况 | 欧努瓦-艾姆里居民收入情况 |
| 内容                                             | 欧努瓦-艾姆里             | 法国                      | 统计年份                  |
| ------------------------------------------------ | ------------------------- | ------------------------- | ------------------------- |
| 征税家庭总数                                     | 3,891                     | 1,081（法国市镇平均）     | 2022年                    |
| 居民平均月收入                                   | 1,929欧元                 | 2,435欧元                 | 2022年                    |
| 高级职员人均月收入                               | 3,216欧元                 | 4,331欧元                 | 2021年                    |
| 中级职员人均月收入                               | 2,304欧元                 | 2,470欧元                 | 2021年                    |
| 普通职员人均月收入                               | 1,599欧元                 | 1,801欧元                 | 2021年                    |
| 贫困率                                           | 24%                       | 14.5%                     | 2020年                    |
| 青壮年（15至64岁）失业率                         | 24.2%                     | 7.4%                      | 2020年                    |
| 征税家庭数量占比                                 | 28.9%                     | 45.5%                     | 2020年                    |
| 家庭年均纳税                                     | 1,787欧元                 | 4,393欧元                 | 2022年                    |
| 资料来源：INSEE、L'Internaute、Le Journal du Net |                           |                           |                           |

## 社会事务

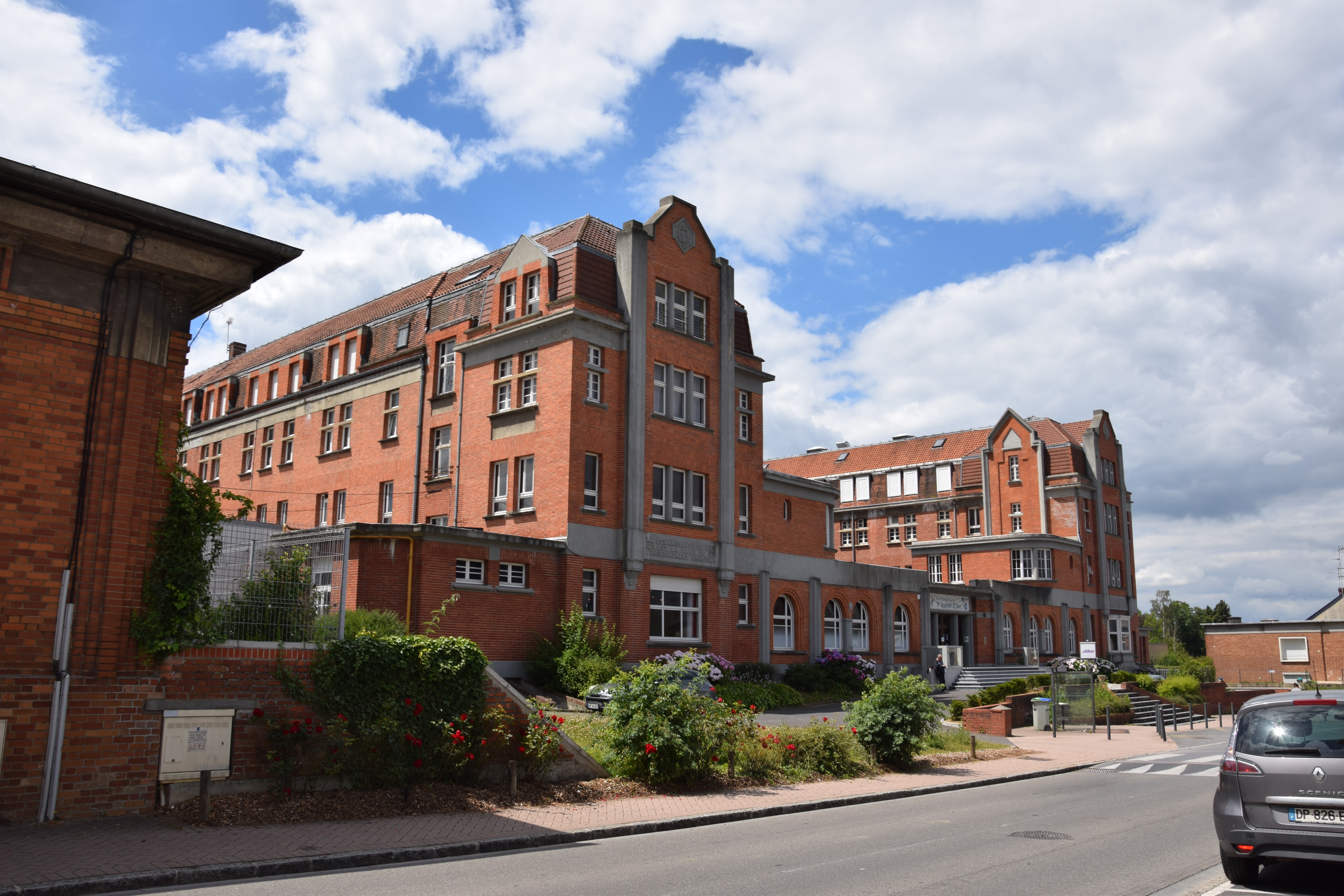
贞德高级中学

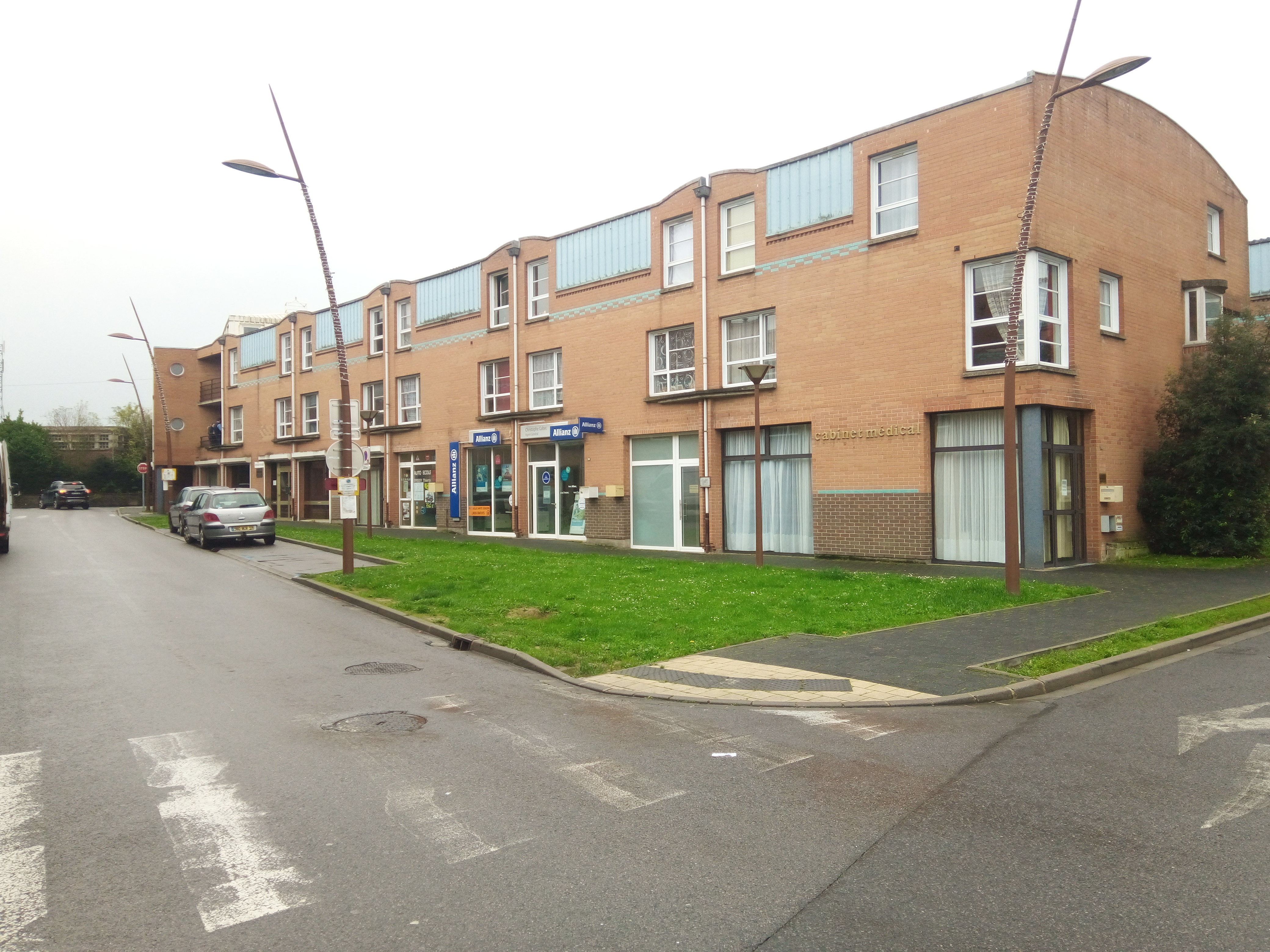
马蒂斯小区

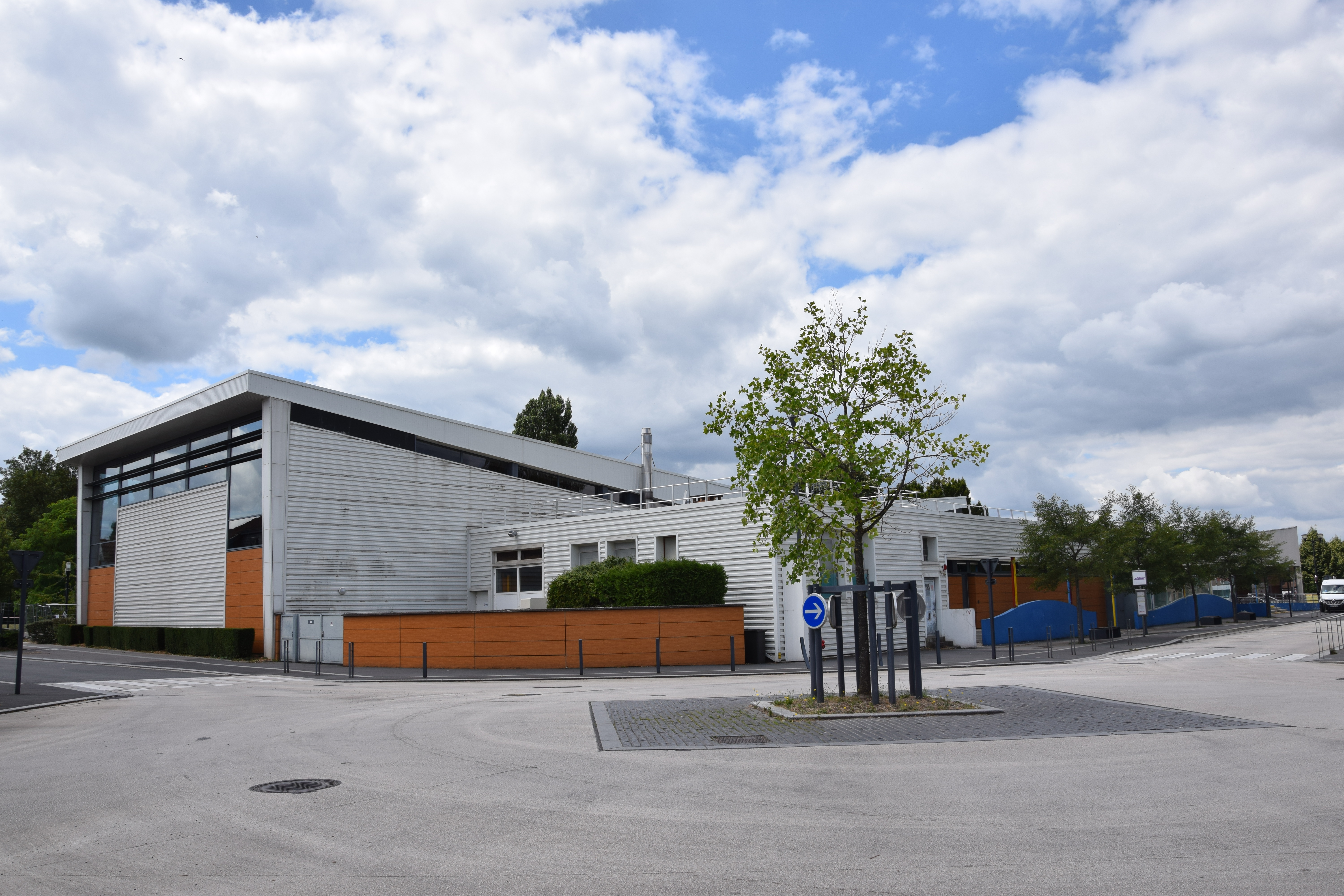
市政游泳池

### 教育
欧努瓦-艾姆里属于里尔学区。截至2021年1月1日，欧努瓦-艾姆里境内共有4所幼儿园、4所小学、2所初级中学、1所普通高中和1所职业高中，其中0所高中开设有大学校预科班。2021至2022学年度，欧努瓦-艾姆里境内共有在校中等教育阶段学生1,792名。

### 医疗
截至2021年1月1日，欧努瓦-艾姆里境内共有全科医生6名、保健师13名、牙医3名、护士26名和助产士2名。境内共有药房4家、养老院1家、残疾人帮扶中心2家。
距离欧努瓦-艾姆里最近的区域性医疗机构为莫伯日中心医院（Centre Hospitalier de Maubeuge），其主病区桑布尔-阿韦努瓦医院（Hôpital Sambre - Avesnois）位于莫伯日市区东部，距离欧努瓦-艾姆里市区的正常车程大约26分钟，该院设有床位413个。

### 住房
2020年，欧努瓦-艾姆里境内共有各类住房4,346套，其中76.8%为独立式住宅，22.3%为集中式住宅。常住房屋占欧努瓦-艾姆里市镇范围内居民建筑总量的92.5%。
在住房保障政策方面，2022年，欧努瓦-艾姆里境内共有1,252户家庭获得了住房经济补助，受益人数占总人口数量的15.2%，其中1,209份为房租补助。

### 商业
2021年，欧努瓦-艾姆里境内共有各类实体商铺126家，其中餐厅15家、大型超市5家、杂货店4家、面包房6家、肉铺3家、书店2家、装饰品店0家、银行门店7家、美容美发店15家、汽车维修店4家。欧努瓦-艾姆里镇中心建有一家E.Leclerc超市，市区西部则建有欧尚和Intermarché大型超市。

### 体育
2021年，欧努瓦-艾姆里境内共有1家游泳池、7间体育馆、2座综合体育场、4处网球场以及4处足球或橄榄球场。
截至2024年1月，欧努瓦-艾姆里境内暂无任何注册足球俱乐部。费尼-欧努瓦前进足球俱乐部（编号581855）成立于2016年，由1951年成立的费尼体验俱乐部和1934年成立的欧努瓦体育会合并而成，其主队2023至2024赛季参加法国全国乙组联赛（法国第四级别），其注册地及主场为位于费尼境内的迪迪埃·埃卢瓦体育中心（Complexe Sportif Didier Eloy）。

### 环境
欧努瓦-艾姆里的环境事务由其所属的莫伯日-桑布尔河谷城市圈公共社区联合各级政府协调负责。2021年，欧努瓦-艾姆里境内共有1家污染企业。

### 治安
2021年，欧努瓦-艾姆里市镇范围内共有1处派出所。
欧努瓦-艾姆里及其附近的共19个市镇是莫伯日警区（zone police de Maubeuge）的管辖范围。2020年，该警区累计记录各类案件5,566起，其中盗窃类案件2,594起，经济类案件485起，毒品交易类案件432起。

## 文化
2021年，欧努瓦-艾姆里境内共有1家剧场。欧努瓦-艾姆里境内建有皮埃尔·布里亚特多媒体中心（MMédiathèque Pierre Briatte），每周二、三、五、六向公众开放。

### 建筑
欧努瓦-艾姆里境内有多处历史建筑，其中市政厅、艾姆里圣母升天教堂（Église Notre-Dame-de-l'Assomption d'Aymeries）等为当地的地标性建筑物。

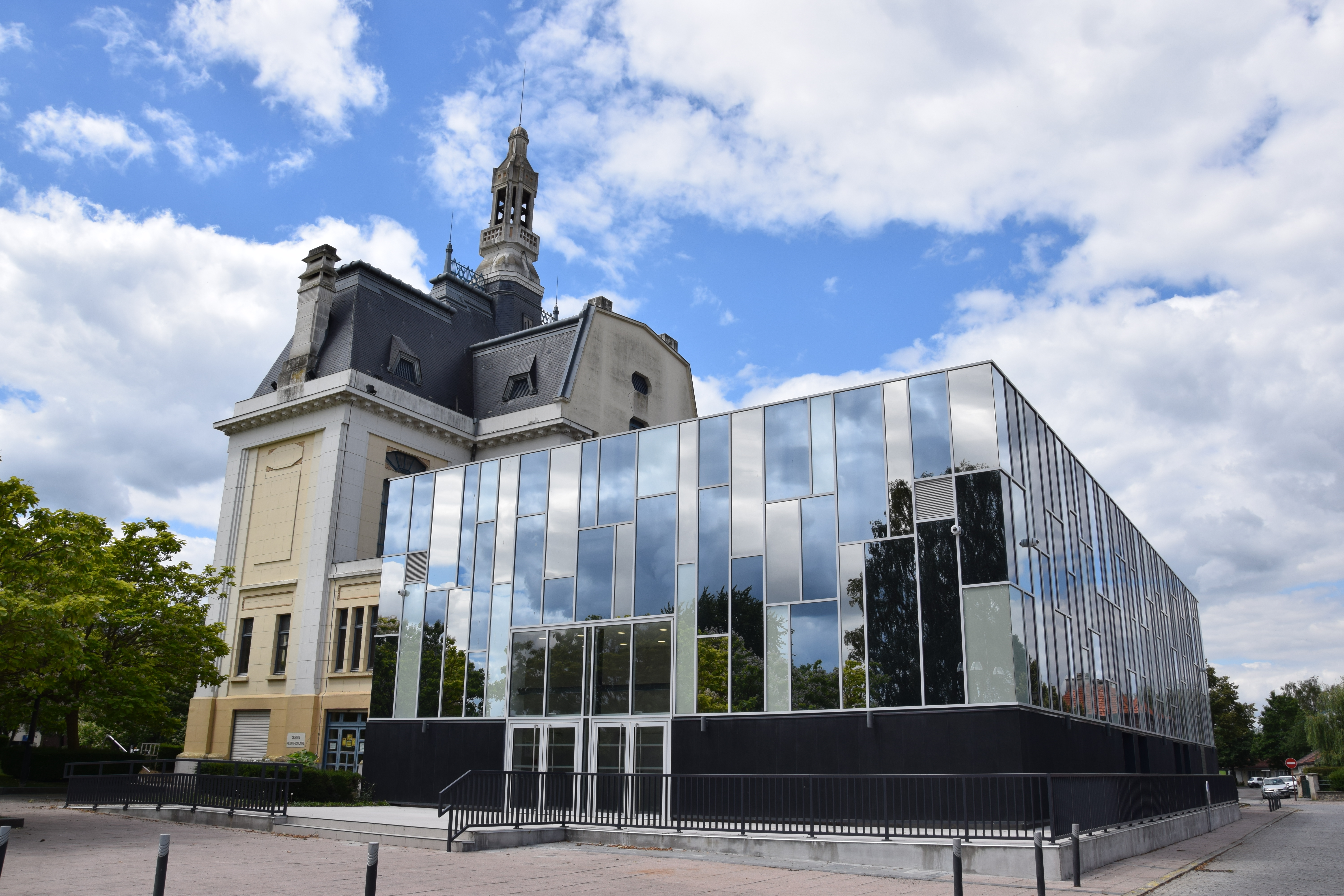
市政厅
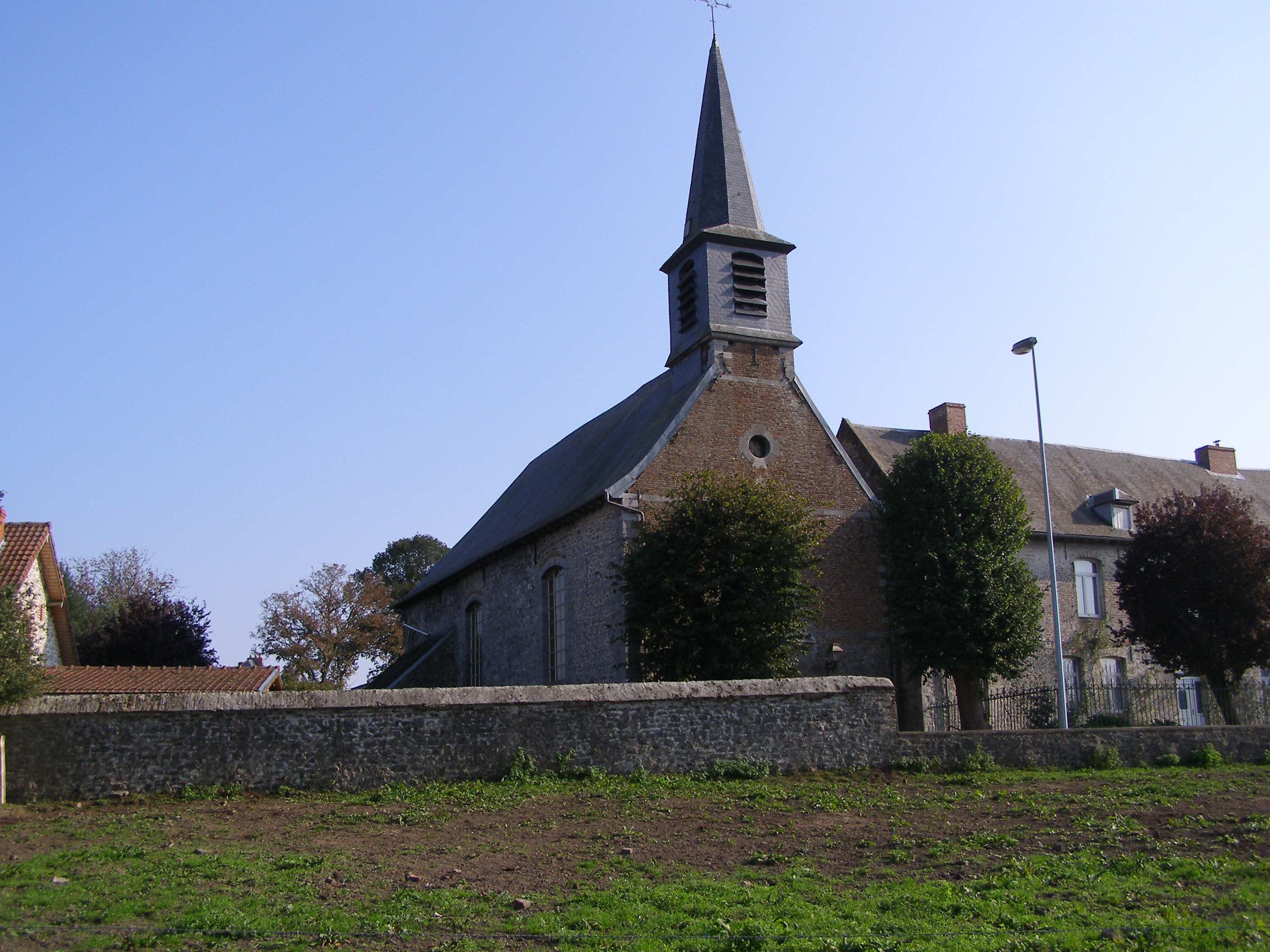
圣母升天教堂
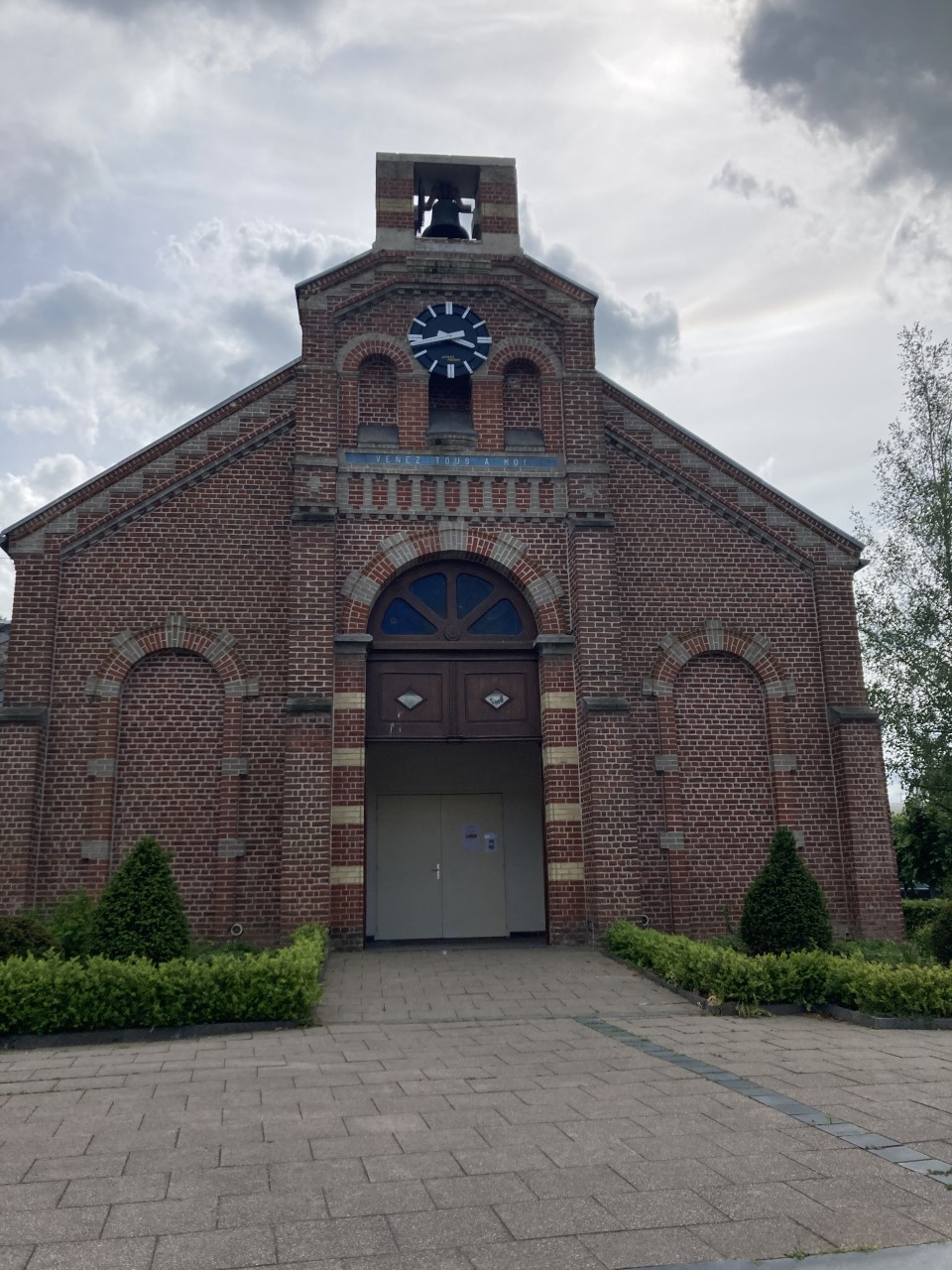
圣马丁教堂
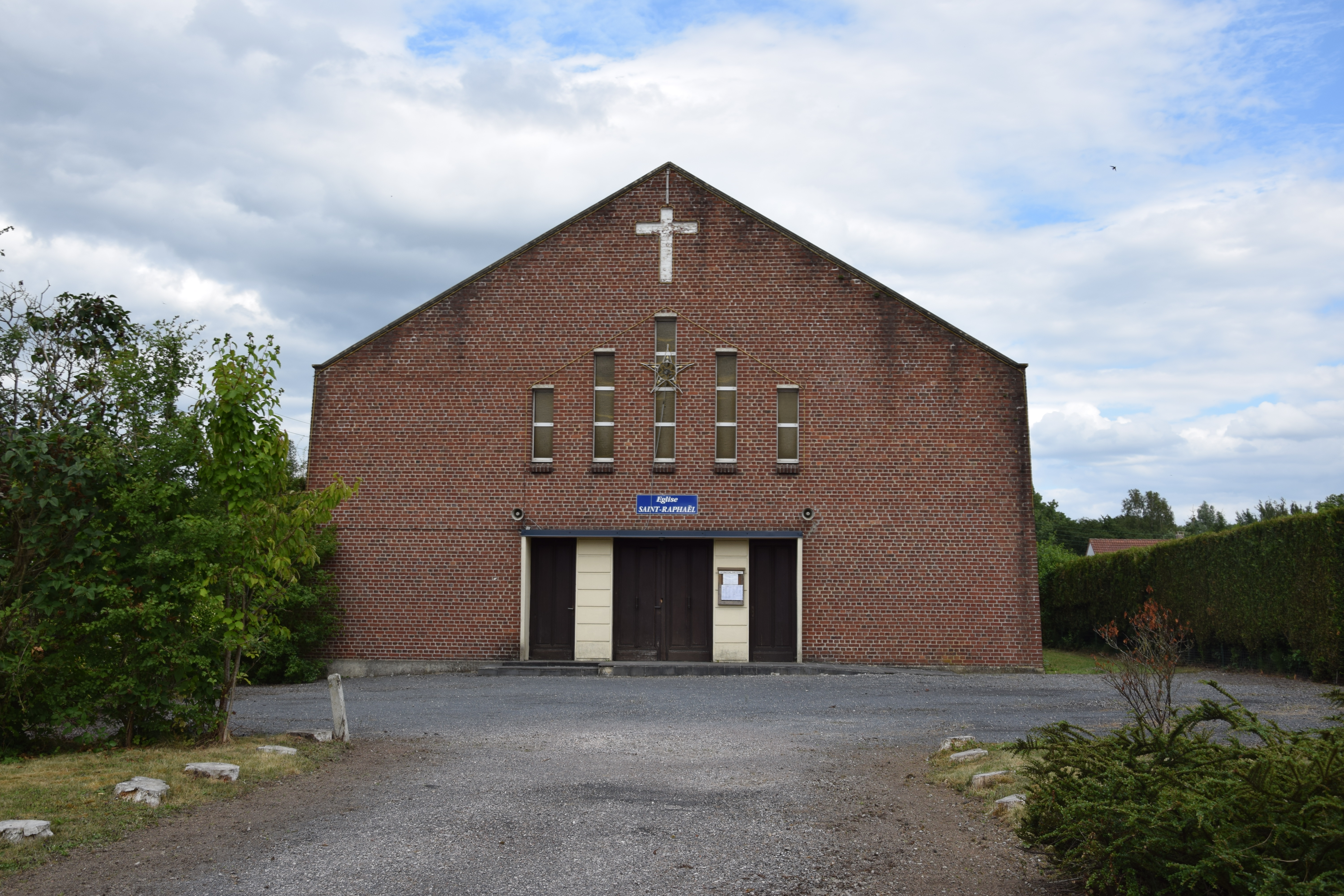
圣拉菲尔教堂
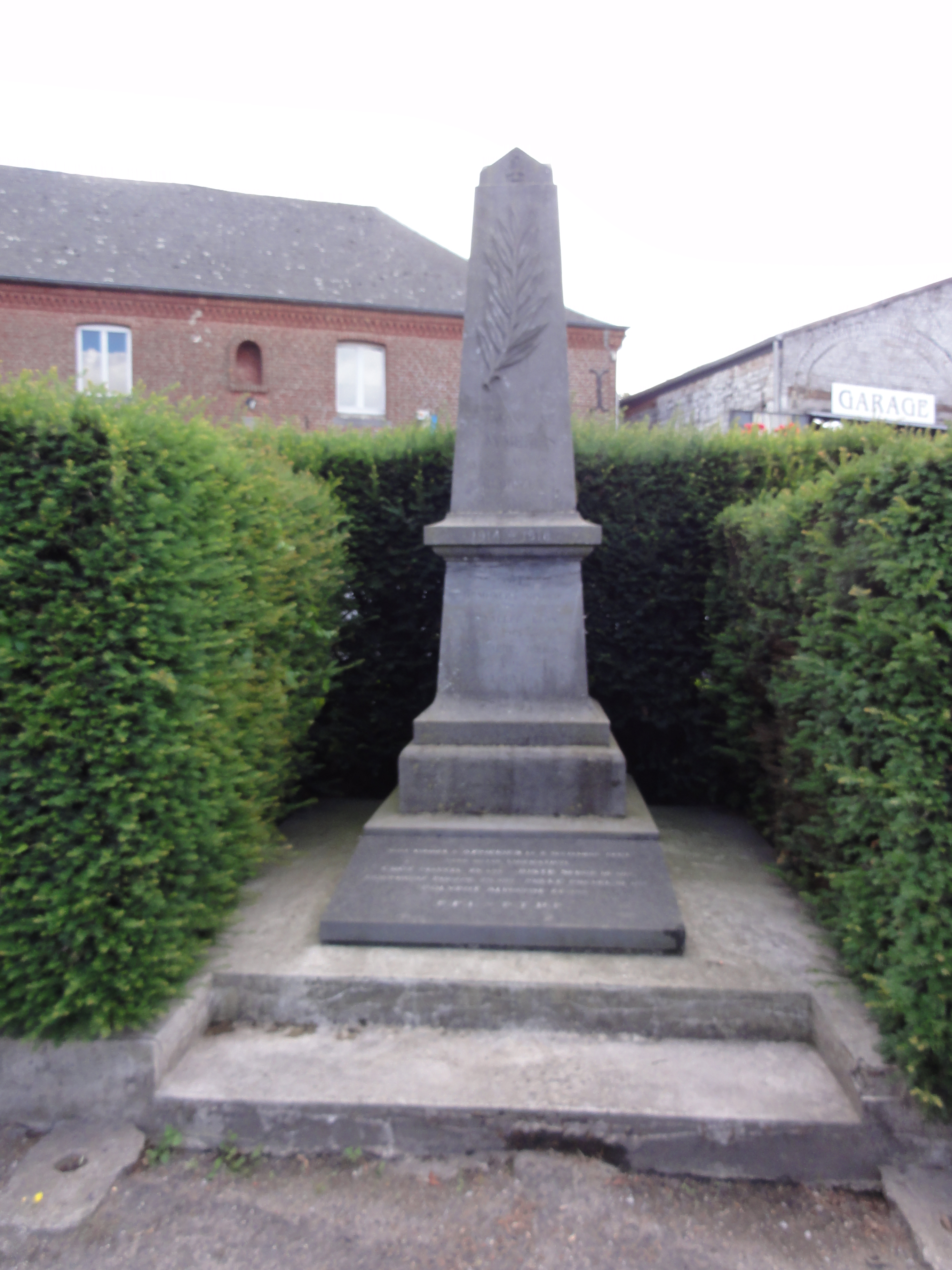
烈士纪念碑
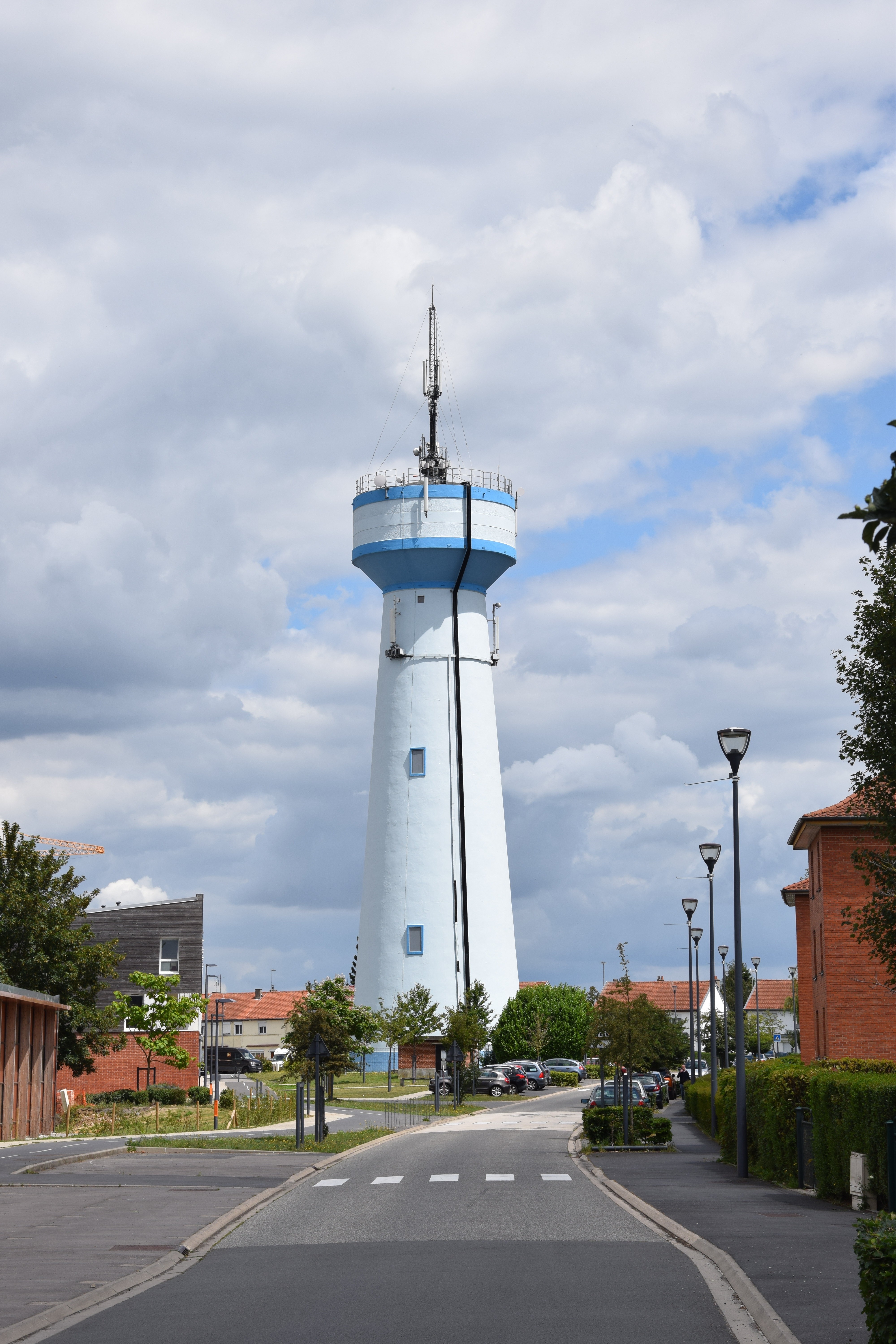
水塔
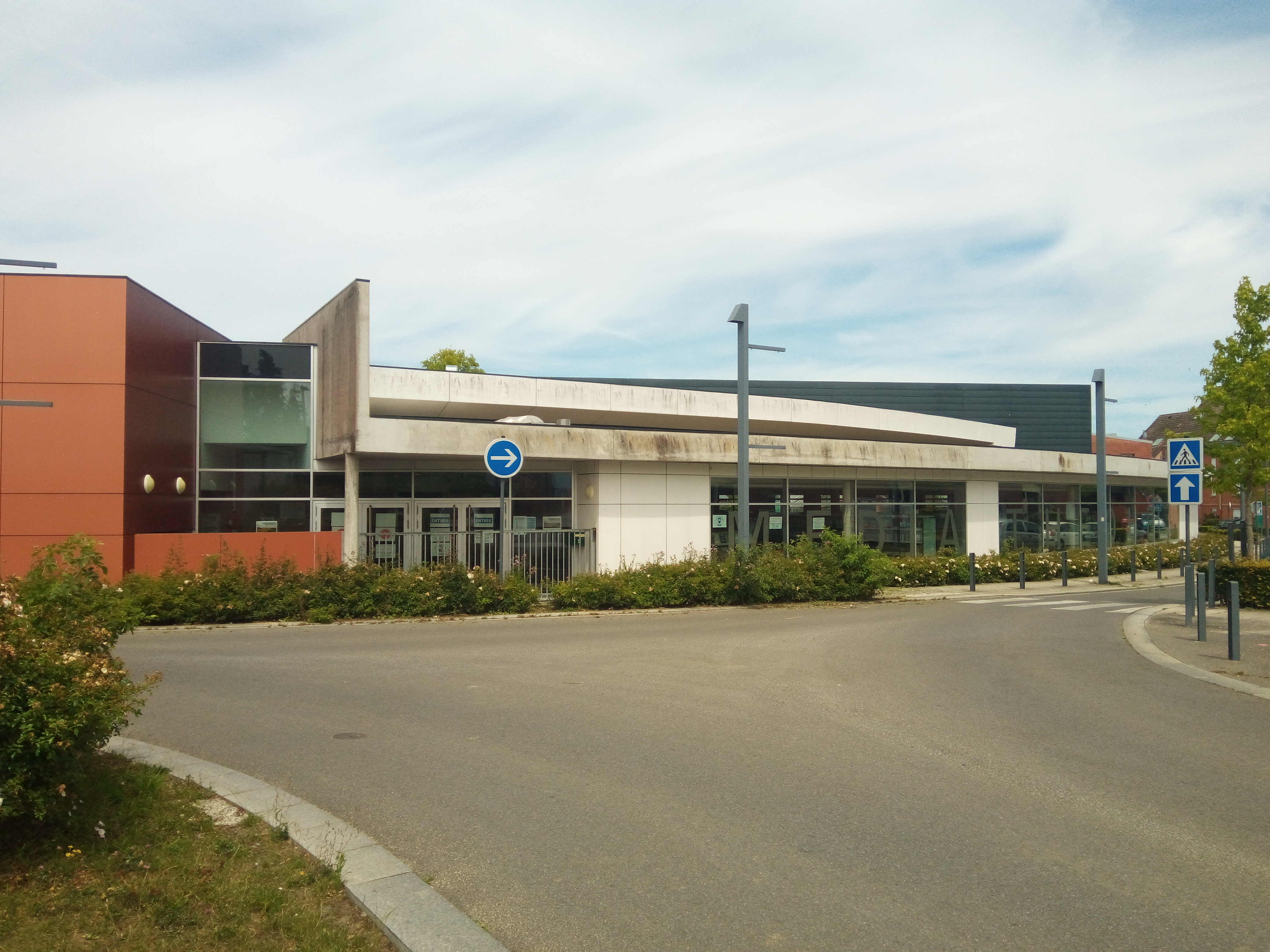
多媒体中心

### 旅游
欧努瓦-艾姆里的旅游事务由其所属的莫伯日-桑布尔河谷城市圈公共社区联合各级政府协调负责。2023年，欧努瓦-艾姆里境内暂无任何游客接待设施。

### 媒体
法国主要的媒体均可在欧努瓦-艾姆里接收，法国电视三台下属的上法兰西大区频道在部分时段播出欧努瓦-艾姆里所在诺尔省的地方新闻。《北部之声》、蓝色法兰西北部广播等是当地主要的地方性媒体。

## 友好城市
截至2024年1月，欧努瓦-艾姆里共与两座城市建立了友好城市关系：
- 德国 奎德林堡，1961年缔结[55]。
- 巴勒斯坦 拜特萨侯尔（英语：Beit Sahour），1999年缔结[56]。